# Panel de l'agriculture
Le panel de l'agriculture (anglais : Agricultural Panel, irlandais : An Rolla Talmhaíochta) est l'un des cinq panels professionnels utilisés pour élire les membres du Seanad Éireann, la chambre haute du parlement (Oireachtas) de l’Irlande. Ces cinq panels élisent 43 des 60 membres du Seanad Éireann. Le panel de l'agriculture est composé de onze sénateurs, dont au moins quatre parmi les candidats des membres de l'Oireachtas et au moins quatre autres parmi les candidats des organismes de nomination.

## Sénateurs
Note : Les colonnes de ce tableau sont utilisées uniquement à des fins de présentation. Aucune importance ne doit être attachée à l'ordre des colonnes.

## Liste des organismes de nomination
- Agricultural Science Association
- Dairy Executives' Association
- Irish Thoroughbred Breeders' Association
- Irish Co-operative Organisation Society
- Irish Grain and Feed Association
- Irish Greyhound Owners and Breeders Federation
- Munster Agricultural Society Company
- National Association of Regional Game Councils
- Royal Dublin Society (RDS)

### Sources
- (en) Cet article est partiellement ou en totalité issu de l’article de Wikipédia en anglais intitulé « Agricultural Panel » (voir la liste des auteurs).
- Site web du Seanad Éireann, le sénat irlandais